# SK Palamedes
Der SK Palamedes war ein Schachverein aus Hamburg. Er wurde von ehemaligen Mitgliedern der Ost-Berliner BSG Motor Wilhelmsruh gegründet, die nach dem Aufstand des 17. Juni einen Wettkampf mit dem Hamburger SK nutzten, um in Hamburg zu bleiben.
Der SK Palamedes gehörte zu den spielstärksten Hamburger Vereinen und nahm viermal (1961, 1963, 1964 und 1965) an der Endrunde der deutschen Mannschaftsmeisterschaft teil. 1967 schloss er sich mit der Schachabteilung des SC Concordia von 1907 e.V. zusammen, die danach als SC Concordia Palamedes antrat.
Bekannte Spieler des Vereins waren unter anderem die Nationalen Meister des Deutschen Schachbundes Christian Clemens und der spätere Physikprofessor Werner Pesch, sowie der Internationale Fernschachmeister Harm Cording. 